# Ochakiv
Ochakiv (em ucraniano:  Очаків, em tártaro da Crimeia:  Özü, em romeno:  Oceacov) é uma cidade da Ucrânia, situada no Oblast de Mykolaiv. Tem 12,49 km² de área e sua população em 2020 foi estimada em 14.036 habitantes.